# Leptolaelia
× Leptolaelia, (abreviado Lptl) en el comercio, es un híbrido intergenérico entre los géneros de orquídeas Laelia × Leptotes. Fue publicado en Gard. Chron., ser. 3, 31: 280 (1902).